# Рігоберто Уран
Рігоберто Уран  (ісп. Rigoberto Urán, 26 січня 1987) — колумбійський велогонщик, олімпійський медаліст.

## Виступи на Олімпіадах
| Олімпіада   | Дисципліна             | Місце  |
| ----------- | ---------------------- | ------ |
| Пекін 2008  | особиста шосейна гонка | участь |
| Лондон 2012 | особиста шосейна гонка | 2      |

## Зовнішні посилання
- Досьє на sport.references.com